# Ястребов Григорій Герасимович
Григорій Герасимович Ястребов (1884, село Подхоженські Виселки Тульської губернії, тепер Тульської області, Російська Федерація — січень 1957, Москва, Російська Федерація) — радянський військовий діяч і політичний працівник, начальник Політичного управління Українського військового округу, корпусний комісар (1935). Член ЦК КП(б)У в травні 1924 — грудні 1925 року. Член Центральної контрольної комісії КП(б)У в листопаді 1927 — червні 1930 року.

## Біографія
Народився в селянській родині. З 1898 року працював робітником на різних підприємствах Москви. З 1902 року — слюсар гумової мануфактури «Богатир» у Москві.
Член РСДРП(б) з 1905 року.
У революційному русі з 1905 року: організатор бойових дружин Сокольницького району Москви, член Військової ради бойових дружин Москви. У вересні 1905 року заарештований, перебував деякий час у Бутирській в'язниці, звільнений через відсутність доказів. Учасник грудневого повстання 1905 року в Москві, заарештований, засуджений на півтора роки ув'язнення в фортеці.
У 1907 році — партійний організатор на Іжевському та Воткинському заводах.
У 1908 році — член Московського комітету РСДРП(б), партійний організатор Бутирського району Москви. Знову заарештований, до 1910 року перебував у в'язниці.
У 1910 році — партійний організатор гумової мануфактури «Богатир» у Москві. У зв'язку із поліцейськими переслідуваннями змушений був покинути Москву. З 1910 року працював в Одесі, потім на Краматорському заводі.
З жовтня 1914 року — в російській імператорській армії, учасник Першої світової війни. Служив солдатом-шофером автосанітарного транспорту при 9-й російській армії, завідувачем пересувних авторемонтних майстерень Всеросійського земського союзу на Південно-Західному фронті.
З квітня по липень 1917 року — член Тернопільської гарнізонної ради солдатських депутатів.
З липня 1917 року — член Київського міського комітету і голова Центрального фабрично-заводського комітету підприємств земського союзу (Всеросземспілки), голова Київської обласної спілки автотранспортних робітників. Делегат 1-го Всеросійського з'їзду профспілок, член ЦК Всеросійської спілки автотранспортних робітників, учасник боїв з юнкерами в жовтні 1917 року в Києві.
З січня 1918 року — голова колегії Автоцентру при комісії із демобілізації армії в Петрограді, секретар Всеросійської спілки транспортних робітників, військовий комісар Богородського підрайону Москви.
У вересні 1918—1928 роках — завідувач політичного відділу і військовий комісар штабу 2-ї армії РСЧА, начальник політичного відділу 22-ї стрілецької дивізії, військовий комісар штабу 3-ї Запасної армії, завідувач політичного відділу Донської області, військовий комісар 5-ї кавалерійської дивізії, 7-ї Самарської кавалерійської дивізії, 9-ї кавалерійської дивізії, військовий комісар 2-го кавалерійського корпусу, військовий комісар Особливого корпусу Залізничних військ РСЧА, помічник командира 2-го кавалерійського корпусу з політичної частини, заступник начальника Політичного управління Українського військового округу.
У 1928—1929 роках — член РВР і начальник Політичного управління Українського військового округу.
У 1929—1937 роках — член Військової Ради — начальник Політичного управління Середньоазійського військового округу. Обирався членом ЦК КП(б) Узбекистану. Делегат 17-го з'їзду ВКП(б) від Узбецької РСР з вирішальним голосом у 1934 році. У 1936 році — член Військової Ради при народному комісарі оборони СРСР.
У 1937—1938 роках — член Військової Ради Сибірського військового округу, військовий комісар штабу Північно-Кавказького військового округу.
Заарештований 20 вересня 1938 року, більше року перебував під слідством, звільнений 22 грудня 1939 року у зв'язку з припиненням справи. Після звільнення з ув'язнення перебував у запасі РСЧА через хвороби. З 1940 року — на пенсії, з 1943 року — персональний пенсіонер. Помер у січні (за іншими даними жовтні) 1957 року в Москві.

### Звання
- корпусний комісар (20.11.1935)

### Нагороди
Нагороджений орденом Леніна (1956) і орденом Трудового Червоного Прапора Узбецької РСР (1932).